# Дуфти, Фрэнсис Герберт
Фрэнсис Герберт Дуфти (англ. Francis Herbert Dufty) или Фрэнк Дуфти (англ. Frank Dufty; 1846, Англия — 1910, Мельбурн) — австралийский фотограф, известный своими фотографиями Фиджи. Дуфти был одним из самых значительных ранних фотографов Фиджи.

## Биография
Фрэнсис Герберт Дуфти родился в Кеннингтоне, графство Суррей, Англия около 1846 года в семье Фрэнсиса Герберта и Марты Дуфтов.
В 1865 году Фрэнсис Герберт и его брат Эдвард эмигрировали в Австралию. Их отец Фрэнсис и младший брат Альфред прибыли в Мельбурн, Австралия, на борту SS Great Britain в сентябре 1868 года, в то время как их мать Марта и ещё один брат Уолтер прибыли в апреле 1871 года.
В 1883 году Фрэнсис Герберт Дуфти женился на Луизе Палмер, старшей дочери Джеймса Палмера из Левуки, Фиджи. Их сын Колин Дуфти был австралийским футболистом, который играл с Коллингвудом.
Фрэнсис Герберт Дуфти умер в Мельбурне в 1910 году в возрасте 64 лет.

## Карьера

### Австралия
Профессиональный фотограф Фрэнсис Герберт Дуфти со своим братом Эдвардом путешествовали по Виктории с передвижной конной студией. Его изображения, как говорили, были «самыми милыми австралийскими сфотографированными сценами». В справочнике Кинетона за 1866 год Дуфти значился как «фотохудожник» на Пайпер-стрит, Кинетон, Виктория, где у него была студия с Джоном Каролином.
В июне 1866 года некоторые его работы должны были быть направленными на межколониальную выставку в Виктории, а затем и на всемирную выставку в Париже 1867 года.
Около 1865 года Дуфти вместе со своим братом Эдвардом основали в Виктории экспедиционную портретную компанию № 3. Один только Фрэнсис Герберт Дуфти значился в Мельбурнском справочнике за 1869 год по адресу: Мельбурн, Элизабет-стрит, 108, в то время как Эдвард, по-видимому, оставался в стороне.

### Фиджи
В июне 1871 года в возрасте 25 лет Фрэнсис Герберт Дуфти прибыл в Левуку из Виктории. 24 мая 1871 года он открыл новую студию по соседству с редакцией газеты Fiji Times. Кроме того, у него был ювелирный бизнес в том же здании.
Его брат Альфред Уильям Бьюкенен Дуфти, которому в то время было 16 лет, прибыл к нему из Сиднея 29 декабря 1871 года. Альфред находился в Австралии и Новой Каледонии в течение длительного периода времени, так что большинство фотографий Фиджи приписывают Фрэнсису Дуфти.
Студия Дуфти выпускала студийные портреты и уличные пейзажные фотографии, которые были популярны в Европе в середине XIX века. Они фотографировали миссионеров, европейских поселенцев, фиджийскую иерархию и простолюдинов, а также других выходцев с Тихого океана. Портреты часто ставились на сцене. У торговец фиджийскими ремеслами, Дуфти приобрел ряд реквизитов, которые использовались неоднократно.
В 1880 году пейзажная фотография Фиджи Дуфти была выставлена на Всемирной выставке в Мельбурне.
В июне 1887 года Альфред с семьей уехал в Австралию. Дуфти недолго пробыл в Суве и в апреле 1892 года уехал в Мельбурн.